# Antoine-Hippolyte Hermitte de Maillanne
Pour les articles homonymes, voir Hermitte.
Antoine-Hippolyte Hermitte de Maillane (alias Maillanne), né à Aix-en-Provence, paroisse de La Madeleine le 15 juin 1745, est un homme politique. Il est le fils de Jacques-Cyprien, conseiller aux comptes et de Magdeleine de Jarrier (alias Marie-Madeleine Jamier).

## Biographie
Antoine-Hippolyte, fut reçu le 16 juillet 1781, conseiller au Parlement de Provence, en la charge de Joseph-Ignace de Boutassy, marquis de Châteaulare. Il fut enseveli à Marseille le 14 avril 1790.